# Бахмач
Ба́хмач (МФА: [ˈbɑxmɐt͡ʃ] ( прослухати)) — місто в Чернігівській області України. З 17 липня 2020 року входить до Ніжинського району. Через місто проходять такі автотраси: автошлях Т 2514, Т 2523, Т 2531. Розташоване на річці Борзенка (притоці річки Борзна).
Відповідно до розпорядження Кабінету Міністрів України № 730-р від 12 червня 2020 року «Про визначення адміністративних центрів та затвердження територій територіальних громад Чернігівської області», увійшло до складу Бахмацької міської громади.

## Населення

### Національний склад
Розподіл населення за національністю за даними перепису 2001 року:
| Національність  | Відсоток |
| --------------- | -------- |
| українці        | 94.45%   |
| росіяни         | 4.53%    |
| білоруси        | 0.33%    |
| цигани          | 0.20%    |
| інші/не вказали | 0.49%    |

### Мова
Розподіл населення за рідною мовою за даними перепису 2001 року:
| Мова            | Кількість | Відсоток |
| --------------- | --------- | -------- |
| українська      | 18838     | 95.03%   |
| російська       | 894       | 4.51%    |
| циганська       | 42        | 0.21%    |
| білоруська      | 22        | 0.11%    |
| румунська       | 3         | 0.02%    |
| вірменська      | 2         | 0.01%    |
| інші/не вказали | 22        | 0.11%    |
| Усього          | 19823     | 100%     |

| 1866  | 1885  | 1897  | 1959   | 1970   | 1989   | 2001   | 2016   | 2022   |
| ----- | ----- | ----- | ------ | ------ | ------ | ------ | ------ | ------ |
| 5 270 | 4 741 | 6 844 | 13 066 | 16 207 | 22 824 | 20 332 | 18 441 | 16 862 |

## Назва
Краєзнавець О. Зойко пояснює назву міста: 
|  | Слово Бахмач належить до давніх тюркських слів, які вживали в Україні до татарського нашестя. "Бахмач" по-тюркськи означає "баштан", воно свідчить про те, що тут, мабуть, наприкінці першого тисячоліття нашої ери Київські та Чернігівські князі поселяли полонених печенігів та інших вихідців з тюркських орд, які й назвали своє поселення |

Втім, найавторитетніший історик міста Бахмач Володимир Євфимовський вказує на те, що поселення засноване над річкою Бахмач, а, отже, бере свій початок від гідроніма.

## Історія

### Давньоукраїнська доба
Давнє оборонне місто є одним з найдавніших східнослов'янських поселень. Вперше згадується 1147 року у «Повісті Временних Літ» у Іпатіївському списку і належало Чернігівському князівству, проте невдовзі було зруйноване разом з містами Виволож, Біла Вежа, Унежем (тепер села Сиволож, Біловежі та місто Ніжин) під час феодальних міжусобиць між князями Ольговичами Чернігівськими та Мстиславовичами Київськими.

### Польська й Козацька доба
У першій половині XVII століття на місці стародавнього Бахмача відроджується місто з цією ж назвою (в цей період виникли чи були відбудовані навколишні міста Ніжин, Конотоп, Батурин, Борзна, Ічня).
У 1648 році під час Визвольної війни під керівництвом Б.Хмельницького з жителів Бахмача було утворено сотню в складі Чернігівського полку. Тож Бахмач став сотенним містечком.
Серед сотників Бахмацької сотні відомі:
- Білоцерківець Панько Омелянович (?-1649-?),
- Тищенко Павло Семенович (?-1654.01.-?),
- Гродецький Іван Семенович (?-1661-?),
- Тищенко Павло Семенович (?-1662.10.-1666-?),
- Гродецький Іван Семенович (?-1669.02.-?),
- Пащенко Яків (?-1672-?),
- Білоцерківець Михайло Омелянович (?-1676-?),
- Біляк Федір Леонтійович (?-1682.07.-?),
- (можливо, Страшний Данило, раніше 1689),
- Романович Степан (1695—1700)
- Савицький Самійло (1700-?),

Ставленики московських військ
- Гелега Степан (?-1709),
- Боровський Семен (1709—1710),
- Троцький Кирило Трохимович (1710—1713),
- Боровський Семен (1716—1722),
- Галищенко Андрій (1722—1723),
- Налетовський Данило (1723—1727, нак.),
- Покотило Василь (1728—1743),
- Покотило Кирило (1731, нак.),
- Риба Тиміш (1733, нак.),
- Страшний Василь Данилович (1737, нак.),
- Поповський Іван (1736, нак.),
- Покотило Яків (1737, 1738, 1742, нак.),
- Барановський Андрій Іванович (1743.14.08.-1752),

Ставленики Гетьмана Кирила Розумовського
- Забіла Кирило Васильович (1752—1757.12.),
- Янович Михайло (1757.12.12.-1783.7.11.),
- Хильчевський Тиміш Іванович (1768, нак.)

### Сподвижники Гетьмана Мазепи
Бахмацька та сусідня Голінська сотні були своєрідною гвардією Івана Мазепи, які були особливо віддані Гетьману та підтримали його союз із Швецією — супроти московських узурпаторів та руйнівників Батурина.
Наприкінці XVII — початку XVIII століття неподалік Бахмача гетьман Мазепа «профінансував» будівництво палацу і насадження парку. У цій заміській резиденції подовгу гостювали «тайные друзья гетьмана, которых неудобно было показывать другим». Сюди Пилип Орлик привозив єзуїта Зеленського з універсалом польського короля. У жовтні 1708 року Мазепа з цього палацу відіслав до Карла ХІІ Бистрицького із заявою: «прибывший до Бахмача сам публично на Евангелии Святом присягал, … что не для приватной своей пользы, но для общего добра целой отчизны и войска принял протекцию короля шведского».
З 1781 року Бахмач — волосне містечко Конотопського повіту Чернігівської губернії. Офіційно статус міста Бахмач отримав у 1938 році.

### У складі Російської імперії

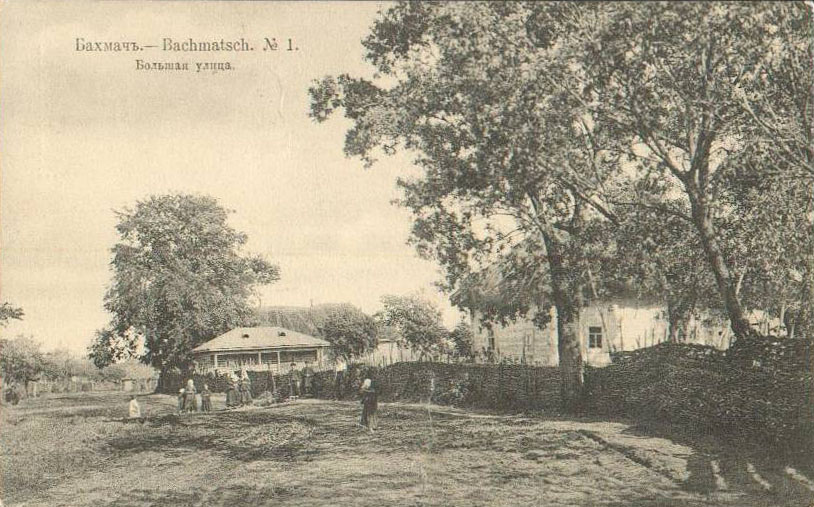
Велика вулиця

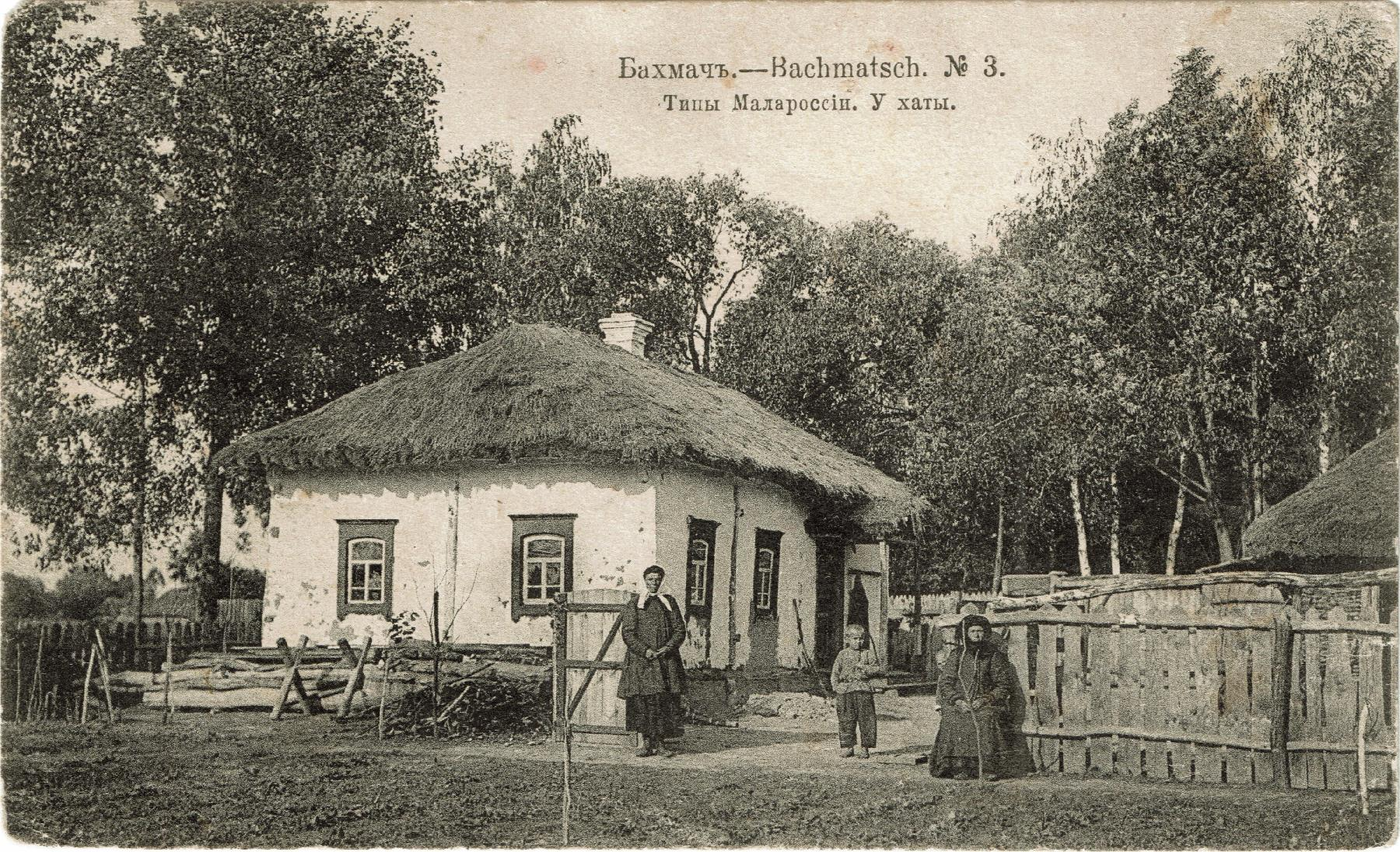
Хата

У XIX ст. Бахмач був відомий чумацькими корпораціями, які тримали торгівлю із Кримом (сіллю) та Черкасами (рибою).
За даними на 1866 рік у казенному та власницькому містечку Конотопського повіту Чернігівської губернії мешкало 5270 осіб (2399 чоловічої статі та 2550 — жіночої), налічувалось 601 дворове господарство, існували 2 православні церкви, сільська розправа, відбувались базари та ярмарок.
Бурхливий розвиток Бахмача почався після завершення будівництва 1869 Курсько—Київської та Лібаво—Роменської (1873) залізниць. Тоді ж було збудовано станцію і селище залізничників, яке поклало початок сучасному місту.
Станом на 1885 рік у колишньому державному та власницькому селі Бахмацької волості мешкала 4741 особа, налічувалось 888 дворових господарств, існували 3 православні церкви,2 школи, поштове відділення, постоялий двір, 10 постоялих будинків, лавка, вітряний млин, відбувались базари та щорічний ярмарок,.
За переписом 1897 року кількість мешканців зросла до 6844 осіб (3355 чоловічої статі та 3489 — жіночої), з яких 6623 — православної віри.
Залізничні селища існували відокремлено:
- при станції Києво-Воронізької залізниці: За переписом 1897 року кількість мешканців становила 839 осіб (449 чоловічої статі та 390 — жіночої), з яких 617 — православної віри, 170 — юдейської
- при станції Лібаво-Роменської залізниці: За переписом 1897 року кількість мешканців становила 1047 осіб (532 чоловічої статі та 515 — жіночої), з яких 624 — православної віри, 321 — юдейської

У 1892 році було відкрито земську школу для дітей залізничників. У Бахмачі діяв паровий млин (1894), спиртовий завод (1894).
У 1903 і 1905 роках відбулися страйки залізничників.

### Місто в 1917 році
10 листопада 1917 у Бахмачі здійснено спробу оголосити владу комуністів, але невдало. Військове командування Центральної Ради швидко відновило українську владу на важливому залізничному пункті. Штаб бахмацьких підрозділів Синьої дивізії УНР розташувався у місцевій семирічній школі.
15 січня 1918 року загони московських й петроградських більшовиків та полк Червоного козацтва розбили під Бахмачем значні військові частини Центральної ради й захопили залізничний вузол.
Бої за Бахмач були перед зіткненням під Крутами, їх вважають більш стратегічними з військової точки зору. Оборонці міста затримали наступ більшовиків на Київ на чотири дні.
На оборону Бахмача мали 500 багнетів та військових полку імені Петра Дорошенка, Куреню Смерті, 1-шу Українську військову школу імені Хмельницького, Загони вільного козацтва, два бронепотяги. Проти них виставили 1300 радянських багнетів.
Основні бої відбулися на місці теперішньої станції Бахмач-Київський. Вони почалися ще в темряві ранком 25 січня. До вечора оборонці Бахмача завдали потужніх втрат ворогу, зірвавши усі лобові атаки. Але 26 січня з боку Білорусі надійшло підкріплення — плюс 1000 багнетів на користь більшовиків. Тому цей день став найтяжчим у обороні Бахмача. Але все ж місто не взяли.
27 січня Бахмач атакували з південного фронту — увірвались бійці Муравйова, вступивши у рукопашну з козаками Куреня Смерті. Цього дня загинув командир полку імені Дорошенка.
За цих критичних обставин українські підрозділи сформували організований відступ до станції Крути під прикриттям бронепотягів. 28 січня противник витратив на переформатування загонів. Під Крутами був наступний бій — 29 січня.
За оцінками істориків, у Бахмачі загинули 300 російських вояків, ще 300 — були поранені. Українська сторона втратила близько 120 оборонців, 150 — у ті дні поранили.

### Місто в 1918 році
28-29 квітня 1918 гетьманом України став Павло Скоропадський. Один з гетьманських полків був розміщений у Бахмачі. Штаб гетьманського полку розташовувався у приміщенні школи села Бахмач. Гетьманських козаків розмістили харчуватися (квартирувати) за рахунок власників по місцевих садибах — по два козаки на двір.
Була оголошена тотальна мобілізація до лав гетьманської армії. Але ця мобілізація проходила мляво — народ стомився від війни та революції, й молоді хлопці дезертирували з армії.
Влітку 1918 року почався масовий вивіз з України продуктів харчування. Якщо раніше українських селян грабували більшовики, то тепер з навколишніх сіл до станції Бахмач зганяли худобу та привозили птицю для відправки наживо й для заготівлі в інтересах німецького союзника. Пункти забою худоби були облаштовані на станціях Бахмач-Київський та Бахмач-Гомельский.
19 липня відбувся страйк бахмацьких залізничників.
У другій половині листопада війська Росії почали нову інтервенцію в Україну, 20 січня 1919 Бахмач вчергове був окупований більшовиками. Потягнулися страшні часи злиднів, терору, руйнування церков і депортацій населення. Через систематичний опір окупації, червона Москва вдалася до генеральної військової операції проти українського народу — геноциду 1932—1933 року, який поклав край організованому опору російській окупації.
.

### Голодомор
Бахмач та весь Бахмацький район був занесений комуністичною владою на так звану «Чорну дошку». Це призвело до масової смерті дітей та літніх людей, а також спровокувало доросле населення Бахмача до вікритого опору окупаційним органам влади. Цим скористалися каральні спецпідрозділи НКВД, які розстрілювали бахмачан.
Більшість мешканців Бахмача стала жертвою голодомору 1932—1933 років, здійсненого урядом СРСР. Засвідчені факти масової голодної смерті малолітніх дітей та їх батьків у м. Бахмач та його околицях:
|                                                                 | У Бахмачі під час голоду 1933 року людей збирали, як дрова, клали на віз і везли закопувати. Одного разу зайшов у наш двір якийсь чоловік, попросив їсти, з'їв трохи хліба і на місці помер. Біля старої бані жила сім'я Шведів, у якій було 6 дітей. Усі діти, крім Зіни, померли від голоду. Якось бачила двох діток, білих, схожих на великих черв'яків. Вони весь час переслідували мене в пам'яті. Батьки, які не могли прогодувати своїх дітей, залишали їх на станції. Звідти вони потрапляли в дитячий притулок станції Бахмач-1, а звідти їх відправляли в інші місця. Мій батько помер у 1926 році. У нас після його смерті залишились деякі персні, срібло — все це ми здали в золотоскупку (знаходилась на нинішній площі Перемоги), щоб купити борошно. При випіканні хліба до борошна добавляли лузгу проса. Так пережили голод... |
| — Дудко Ганна Федотівна, 1918 року народження, Чернігівська ОДА | |

Місто й вузлова залізнична станція стала місцем втечі людей з навколишніх сіл від терору голодом. Ті, кому не вдалося отримати землю під город чи тимчасові заробітки, гинули від дистрофії та інших форм враження голодом. Поширилася практика підкидання неповнолітніх дітей на залізничну станцію Бахмач, звідки частина доставлялася у так звані дитячі розподільники НКВД СССР і потім була вивезена за межі України.
|                                                                   | Ми жили в селі Бахмач-II, а на цьому місці, де ми зараз живемо, був у нас город. Ми жили на Фаранках, де була дідова земля — десятина. Дід працював кондуктором, а батько телеграфістом. Нас розкуркулили. У сім'ї було 6 дітей і 4 дорослих. Як вигнали нас із хати в 1933 році, жили де прийдеться. В місто Бахмач ми ходили оброблять город. Ми робили пампушки, галети з проса, і всі вижили. Я бачила, як у нас на городі в Бахмачі, на клубнику, померла одна жінка. Зайшла, наїлася і померла. На дорогах лежали трупи людей. Бачила, як їх звозили та хоронили в одну яму на кладовищі по вул. Гоголя... |
| — Іванько Лідія Пилипівна, 1921 року народження, Чернігівська ОДА | |

У місті, поблизу новозбудованого храму св. Георгія Переможця (УПЦ МП), установлено меморіал пам'яті земляків — жертв голоду 1932—1933 років.

### Розвиток міста в 30-ті роки
1938 Бахмач отримав категорію міста. Окрім промислового будівництва, у місті розвивалася соціально-культурна сфера із комуністичним ухилом. Розширилася мережа медичних закладів. Було збудовано новий корпус райлікарні на 25 ліжок, відкрита поліклініка і залізнична лікарня (в районі станції Бахмач-Київський). Почали діяти медпункти в МТС та бурякорадгоспі. Медичну допомогу жителям міста надавали 10 лікарів та 50 працівників середнього медперсоналу. Побудували дитячий садок та ясла. Розвивалися освіта й культура. 1932 обидві семирічні школи перетворили на середні, одну початкову школу — на семирічну, а другу в зв'язку з цим закрили. Однак працювали школи в цей час нерегулряно — більшість дітей мучилося голодом, організованим владою СРСР.
Наприкінці 1934 ліквідували неписьменність серед дорослих. 1936 всі школи Бахмача стали залізничними, і в них запровадили політехнічне навчання. Цього ж року на базі вечірнього робітфаку, який створили 1930, відкрили вечірню середню школу. Своє дозвілля жителі райцентру проводили у 4 клубах: 2 залізничних — імені 1-го Травня та імені Т. Г. Шевченка, при фабриці імені Петровського та при бурякорадгоспі. Водночас були закриті та зруйновані православні церкви, релігійні погляди людей нещадно висміювалися, а самі священнослужителі переслідувалися.
1934 почала діяти районна бібліотека, напередодні війни у Бахмачі було 7 бібліотек з книжковим фондом близько 40 тис. примірників — більшість російською мовою та такі, що сіяли класову та національну ненависть. У місті виходила районна газета «Прапор комуни», газета політвідділу Бахмацької МТС «Більшовицький шлях» та газета бурякорадгоспу «За соціалістичний врожай». Всі вони обслуговували владу під час геноциду українського народу 1932—1933 років, старанно приховуючи факти масової мученицької смерті людей від недоїдання. Станом на 1939 рік населення міста Бахмача становило 10340 осіб, при чому значна частина — втікачі із сіл, знищених голодомором. Вони працювали на низькооплачуваних та некваліфікованих роботах, що було вигідно комуністичному режиму.

### Друга світова війна
Друга світова війна одразу ж позначилася на житті міста. При міськраді було встановлене цілодобове чергування. Була утворена й комісія з надання допомоги евакуйованим, яких ешелонами вивозили на схід.
Через Бахмацький залізничний йшли ешелони з біженцями, пораненими солдатами РСЧА, військовою технікою. Йшли ешелони, навантажені заводським устаткуванням, призначеним для евакуації. Таких ешелонів було доволі на станціях Бахмач-Гомельський та Бахмач-Пасажирський. Ешелони не могли вирватися з вузла оскільки частина колій на об'їзних шляхах була пошкоджена нищівними авіанальотами німецької авіації.
14 липня 1941 року вільних колій на станції Бахмач-Київський не було. Зранку тут скупчилися ешелони з військовими, пальним. Поїзди з евакуйованими, біженцями, з заводським обладнанням, чекали відправки в тил. О другій годині німецька авіація розбомбила це скупчення поїздів, перетворивши станцію Бахмач-Київський у руїни. Цистерни з пальним на рейках не горіли, а зривалися зі своїх колісних пар, горіла земля навкруги, місцями шпали колій повигорали вщент. Під час цього, пам'ятного для Бахмача, бомбардування постраждали й навколишні вулиці. На вулиці комуніста Петровського (зараз Даньківський Шлях), яка проходила паралельно з коліями станції Бахмач-Київський не збереглася жодна оселя, усі будови вигоріли вщент. Так само постраждала й вулиця Поштова, з іншого боку станції — було знищено поштове відділення, базарна площа й прилеглі садиби (приватні та державні).
Під час нальоту були розбиті також й інші міські приміщення: міської ради, електростанції, їдальні, деякі житлові будинки.
Вдруге німецька авіація бомбардувала місто 21 серпня 1941 року. Цього разу бомбували станцію Бахмач-Пасажирський й прилеглі висілки.
Під час цього авіанальоту також постраждали державні та приватні об'єкти. Але втрати були набагато меншими, ніж від бомбування 14 липня. Так прямим попаданням бомби було знищено щойно збудоване двоповерхове приміщення залізничної пошти, згоріли три великі державні будинки, які стояли навпроти станції Бахмач-Пасажирський. Бомба влучила також у автостоянку військового містечка, де вивела з ладу чотири автомашини і вбила двох солдат батальйону. Були поранені й убиті мешканці.
З цього дня Бахмач бомбували майже щодня. Мешканці переїхали з міста до найближчих сіл та хуторів. Місто стало пусткою, як під час комуністичного Голодомору. Було спалено будівлю залізничного вокзалу Бахмач-Пасажирський, житловий масив кооперативних будинків, які стояли у Гойденковому саду (за винятком одного, дивом вцілілого), були пошкоджені банно-пральний комбінат, військове містечко сталіністів, спалена ткацька фабрика й насіннєвий завод, склади «Заготзерно», птахокомбінат.
Через бажання командування Червоної армії будь-якою ціною зупинити німців, Бахмач зазнав величезних руйнувань. Німецька адміністрація працювала у місті понад два роки — 1941—1943. 9 вересня 1943 року війська 75-ї гвардійської стрілецької дивізії звільнили місто від німецької окупації. Після повернення ЧА, органи НКВД СРСР почали терор проти місцевого населення. Також почалася примусова мобілізація.

### XXI століття

#### Російське вторгнення
Під час Російського вторгнення в Україну 26 лютого 2022 року через Бахмач рухалося щонайменше 65 одиниць російської техніки, ще близько сотні — на околицях. Місцеві жителі намагалися самотужки зупинити колону, блокуючи гусениці танків підручними предметами, і переконати російських військових не рухатися в бік Києва. Один із чоловіків намагався видертися на танк і перекрити дорогу своїм тілом (не постраждав). Однак техніка продовжила рух, військові РФ здійснили кілька пострілів в повітря.

## Сучасний стан

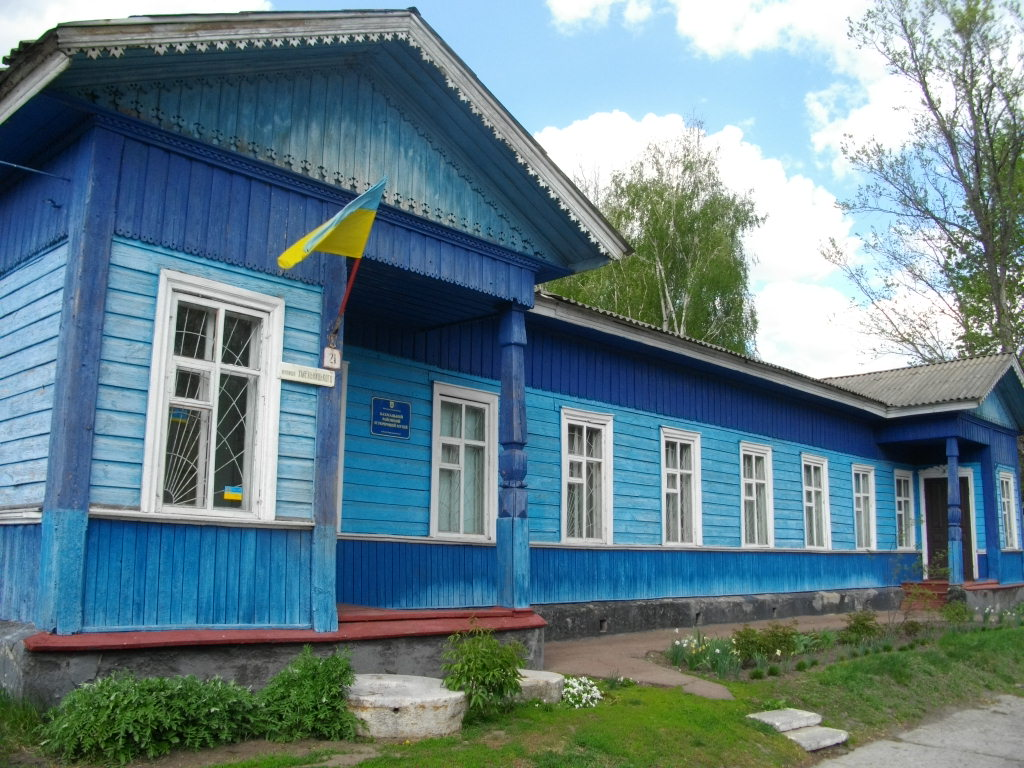
Історичний музей

Сьогодні Бахмач є важливим залізничним вузлом п'яти напрямків: московського, харківського, дніпровського, київського, мінського.
Соціально-культурні та освітні заклади міста: три середні денні та одна вечірня загальноосвітні школи, ліцей, школа мистецтв, історико-краєзнавчий музей, 8 бібліотек, центральна районна лікарня, три поліклініки, районний Будинок культури, клуб залізничників, Будинок школяра, молодіжний центр. Також відомий парк відпочинку із дитячою залізницею.

## Спорт
У місті існувала футбольна команда «Агродім», матчі приймала на місцевому стадіоні «Колос». Команда вигравала Чемпіонат Чернігівської області у 2017 та 2020 році.
2021 року на базі ФК «Агродім» було створено ФК «Голд Нафта», який у цьому ж році посів 3 місце в чемпіонаті Чернігівської області.

## Економіка
- ТОВ «СП „АГРОДІМ“»[15][16]

## Відомі особи
У Бахмачі народилися:
- Бережний Сидір Петрович — командир куреня 4-ї Київської дивізії Армії УНР, Герой Другого Зимового походу
- Бережний Василь Павлович — член Спілки письменників України, автор книг «Космічний гольстрім», «Під крижаним щитом», «По спіралі часу» та ін.;
- Герасим'юк Данило Данилович — козак 1-го куреня 1-ї бригади 4-ї Київської дивізії Армії УНР, Герой Другого Зимового походу
- Гриценко Олег Миколайович — український військовик, учасник російсько-української війни[18].
- Гросман Михайло Якович — заслужений залізничник, Почесний громадянин міста Бахмача;
- Данько Григорій Володимирович — завідувач кафедрою спортивних єдиноборств Національного університету фізичного виховання та спорту, заслужений тренер України, заслужений майстер спорту, кандидат наук;
- Дзержинський Микола Едуардович — доктор біологічних наук, професор, завідувач кафедри цитології, гістології та біології розвитку біологічного факультету КНУ ім. Шевченка
- Зіньковський Сергій Григорович (1955—2024) — заслужений тренер України з дзюдо і самбо.
- Киреєнко Іван Андрійович — український радянський вчений у галузі будівельних матеріалів і технології бетону.
- Коломійченко І. Д. — полковник, Герой Радянського Союзу;
- Кордобовський Костянтин Олександрович (1902—1988) — художник-графік, педагог, мистецтвознавець.
- Кузьмич Володимир Савич (1904—1943) — український радянський прозаїк, репресований під час війни.
- Лестуха Володимир Михайлович (1987—2015) — солдат Збройних сил України, учасник російсько-української війни.
- Іванько Олександр Петрович (1955) — заслужений працівник культури України, директор Бахмацької школи мистецтв імені Андрія Розумовського.
- Ломако Віталій Петрович — заслужений працівник культури;
- Малюга В. О. — генерал-лейтенант, заступник Головнокомандувача ГРВН, має понад тридцять державних нагород.
- Михайлова Дарина Борисівна (* 1989) — українська бігунка на довгі дистанції. Майстер спорту України міжнародного класу.
- Москалець Вілій Костянтинович, Москалець Костянтин Вілійович — члени Спілки письменників України;
- Нечипоренко Вадим Іванович (*09.12.1934, м. Бахмач — 21.12.1998, м. Чернівці) — український актор. Заслужений артист УРСР (1984).
- Іліченко Семен Григорович — штабіст 4-ї Київської дивізії Армії УНР, Герой Другого Зимового походу
- Пономаренко Семен Васильович (1907—1993) — радянський та український сценарист та кінодраматург.
- Романь К. К. — Герой Соціалістичної Праці;
- Рохін Ернст Сергійович — заслужений юрист України;
- Ніна Сагайдак — героїня Другої Світової війни, підпільниця;
- Сазоненко Ганна Стефанівна — директор Українського гуманітарного ліцею Київського національного університету ім. Т. Г. Шевченка, кандидат педагогічних наук, народний вчитель України;
- Ткаченко Іван Миколайович — заслужений працівник сільського господарства;
- Хільчевський Володимир Васильович — доктор технічних наук, професор, заслужений працівник освіти України.
- Шевела Ф. П. — комісар Бахмацького залізничного вузла, який загинув від рук денікінців у 1919 році.
- Яременко Гнат Гаврилович (1874—1915) — український живописець і графік, учень художників М. І. Мурашка та В. Є. Мановського, закінчив Петербурзьку академію мистецтв.
- Кошмал Віктор Миколайович (*10.8.1953) — фотограф.

Поховані:
- Арапов Олексій Назарович — підполковник, Герой Радянського Союзу.

## ЗМІ
- Бахмацька районна незалежна газета «Порадник»
- Районна газета «Голос Присеймів'я»

## Галерея

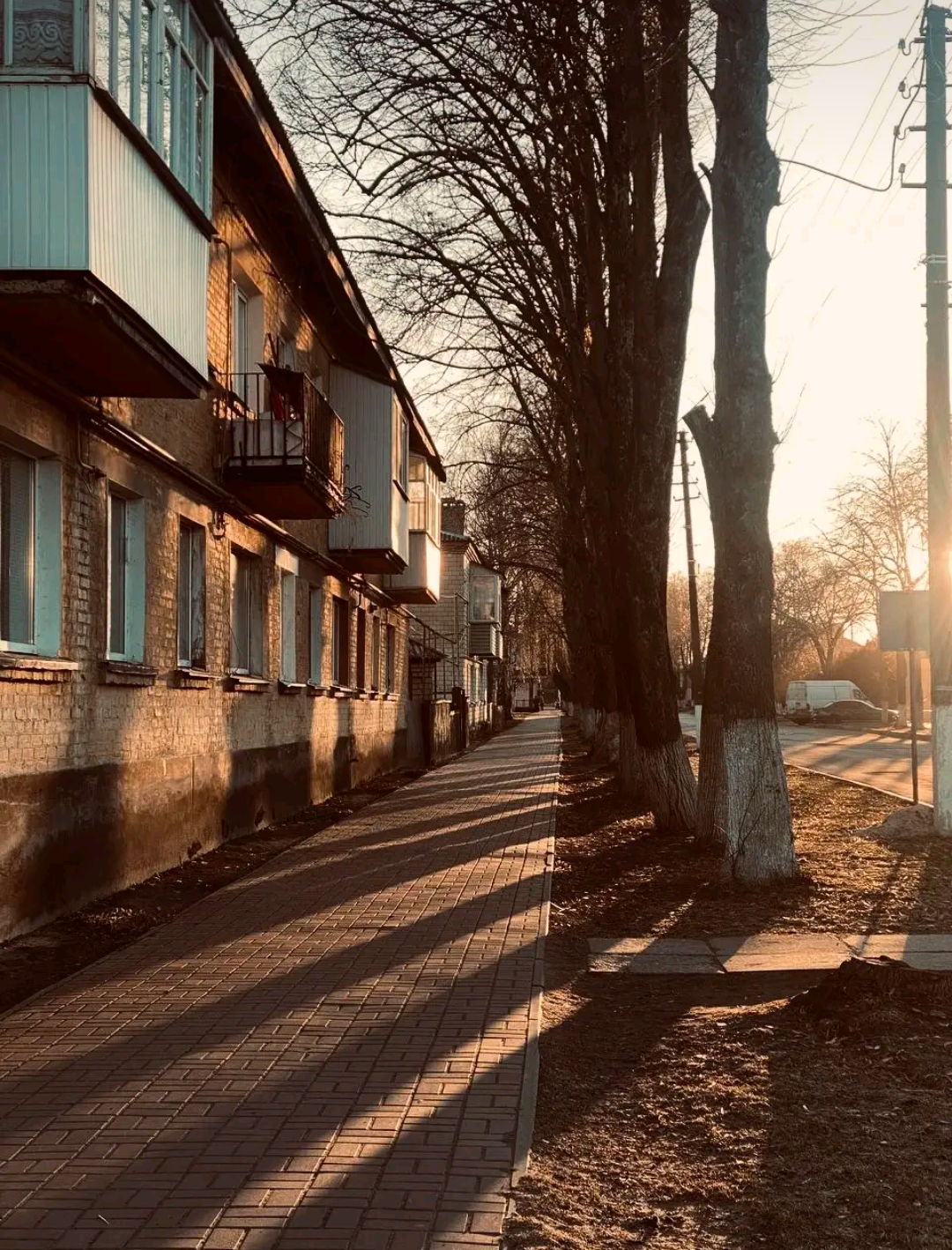
Вулиця Бахмача.
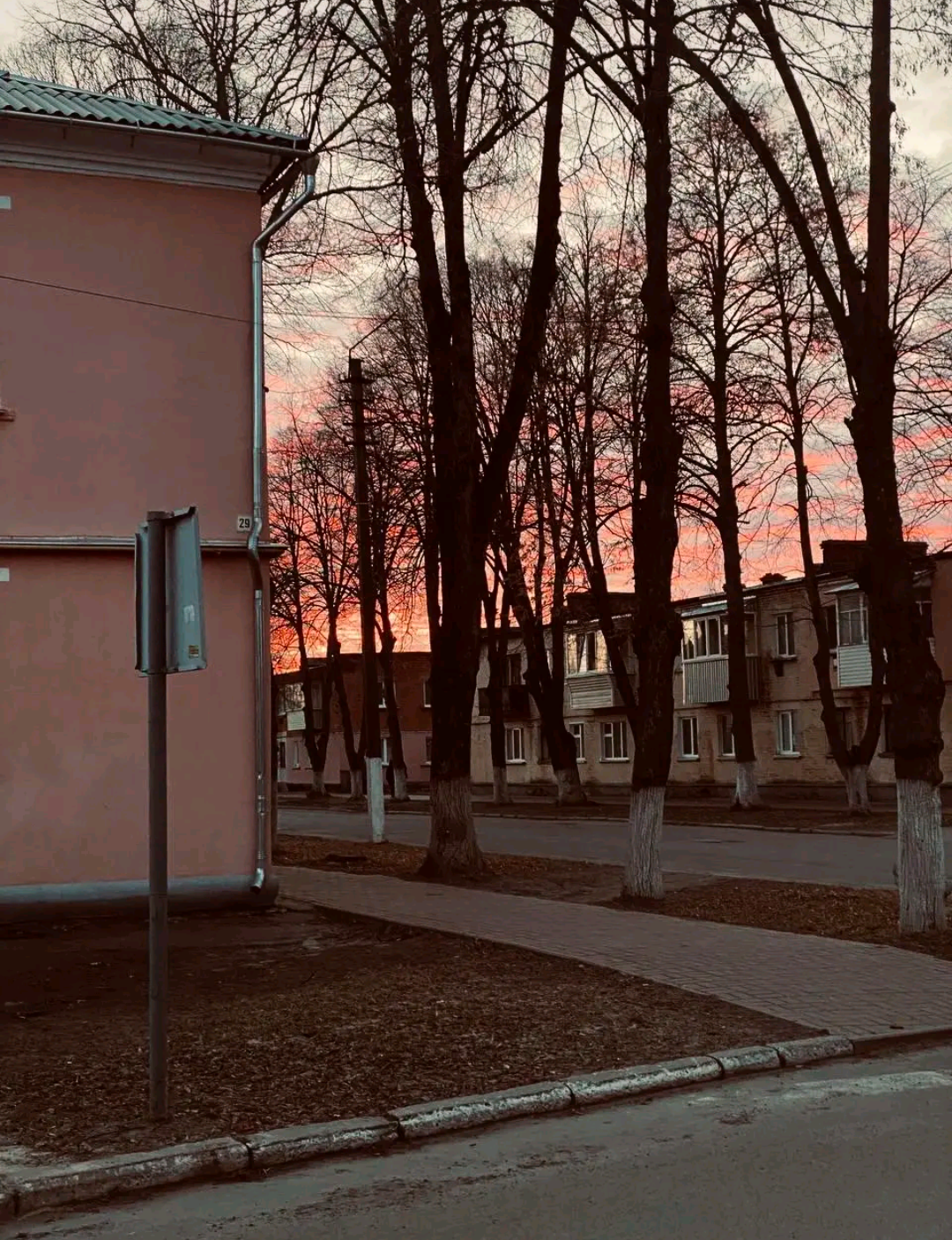
Вулиці Бахмача.
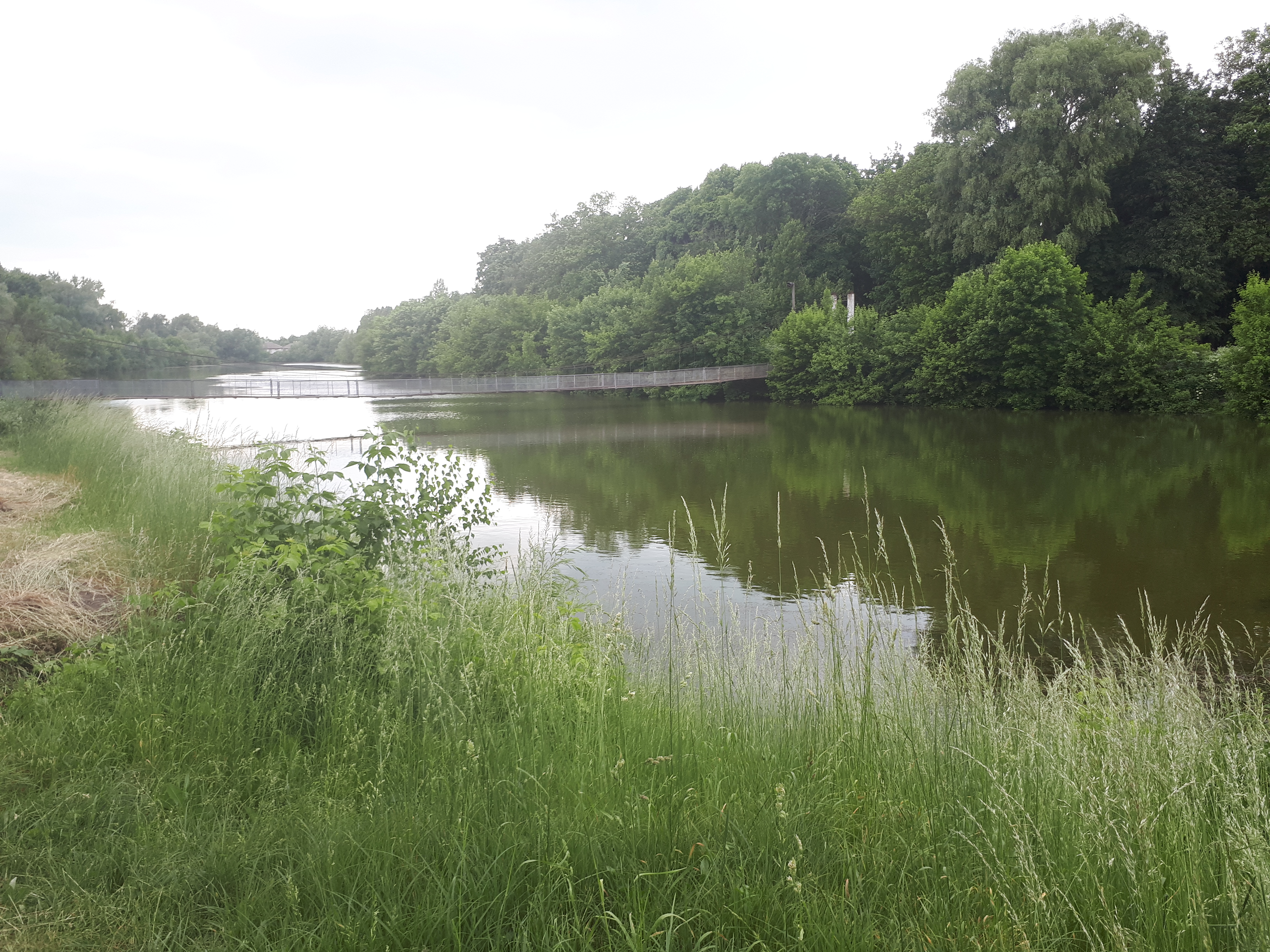
Річка Борзенка,у Бахмацькому міському парку.
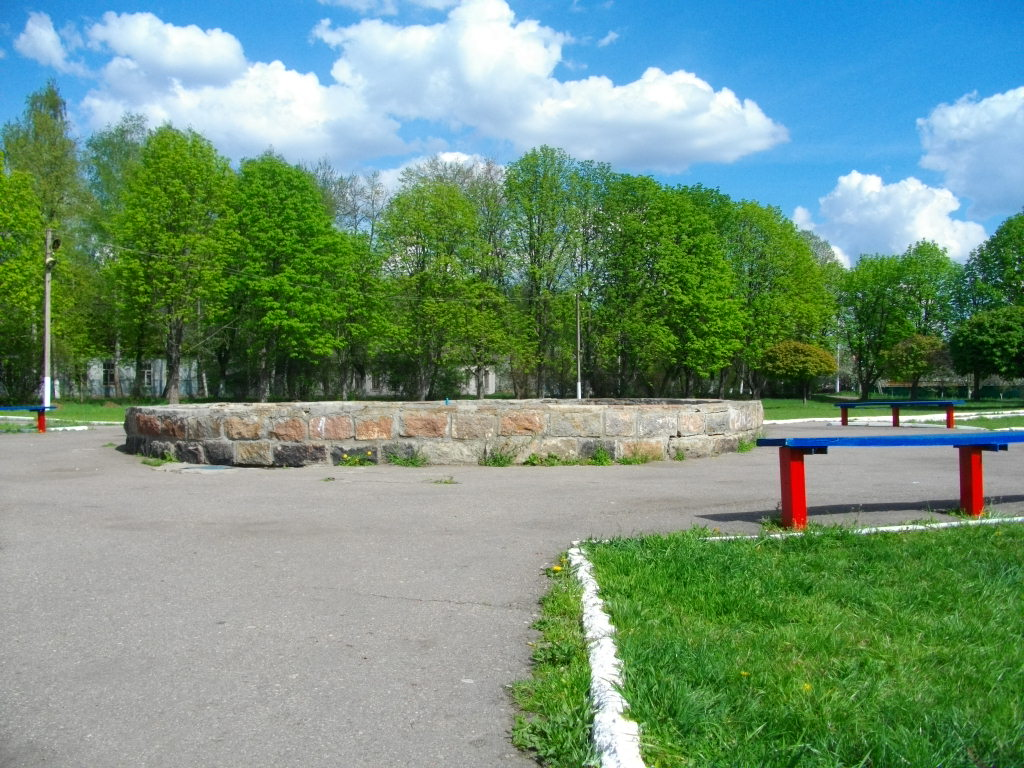
Бахмацький міський парк
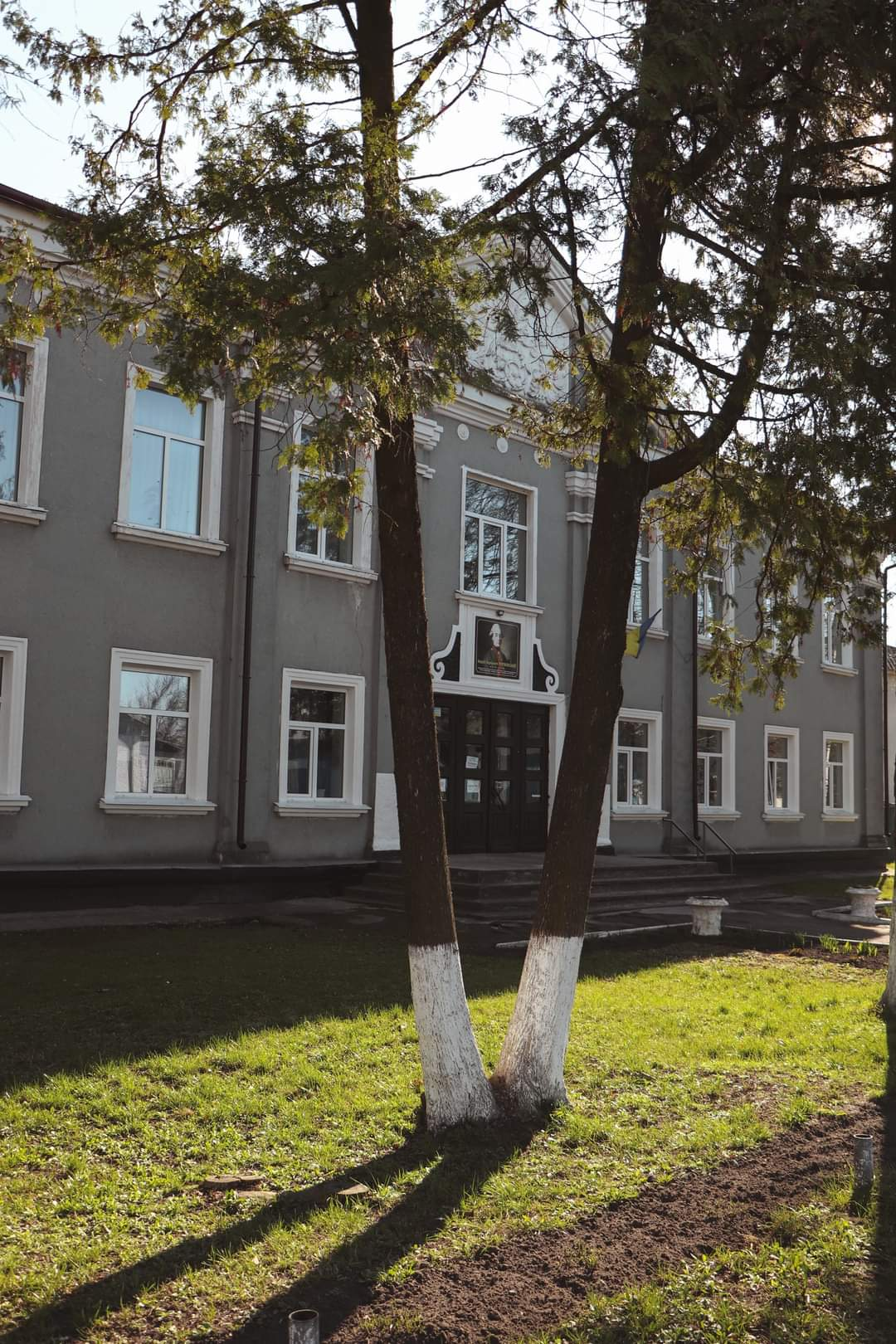
Школа мистецтв
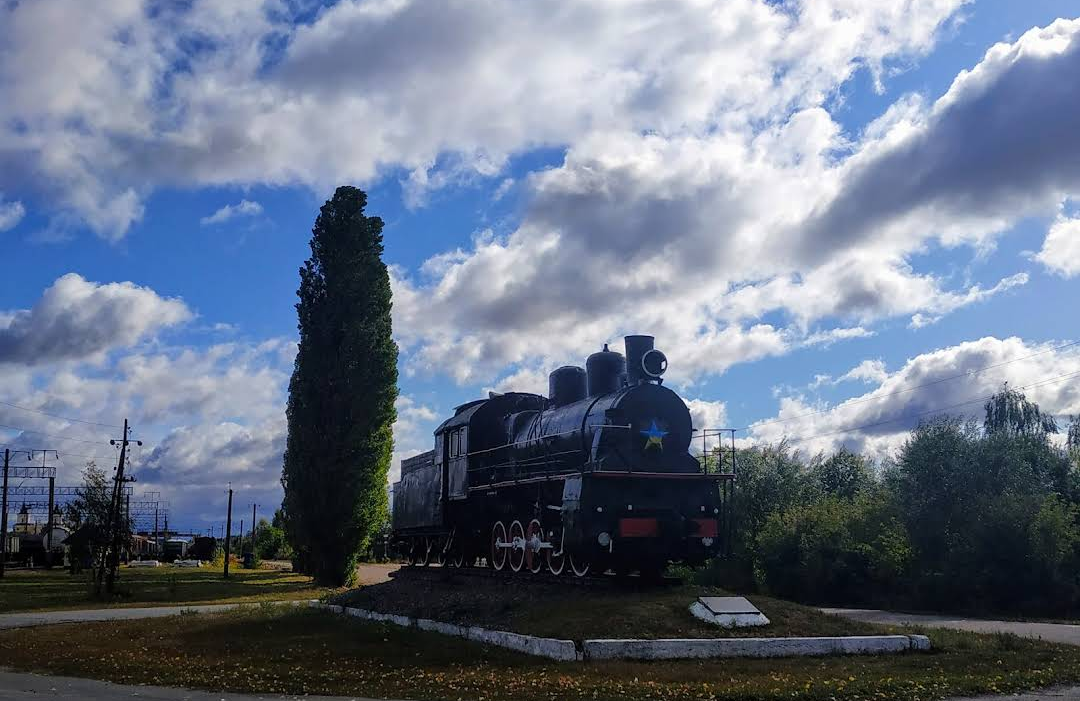
Паровоз серії Е (Ем),встановлений у 1988 році.